# Amelia (doença)
A amelia é caracterizada pela ausência congênita total de um ou mais membros do corpo (Braços ou pernas). Causada pela interrupção do desenvolvimento do broto do membro na 4ª semana...